# Polygala blepharotropis
Polygala blepharotropis är en jungfrulinsväxtart som beskrevs av Joseph Blake. Polygala blepharotropis ingår i släktet jungfrulinssläktet, och familjen jungfrulinsväxter. Inga underarter finns listade i Catalogue of Life.